# Lenore, the Cute Little Dead Girl
Lenore, the Cute Little Dead Girl ist eine Comicserie des amerikanischen Comiczeichners Roman Dirge.
Die schwarzhumorige Reihe um ein untotes Mädches erschien von 1998 bis 2007 bei   Slave Labor Graphics und von 2009 bis 2013 beim britischen Verlag Titan Books. 2002 wurde eine 26-teilige, flash-animierte Zeichetrickreihe auf der Website ScreenBlast veröffentlicht.
Inspiriert wurde der Comic durch Edgar Allan Poes Gedicht Lenore.

## Handlung
Die Handlung folgt Lenore, einem kleinen Mädchen, das an einer Lungenentzündung gestorben ist, nach ihrer Beerdigung jedoch als  Untote wieder aufersteht. Mit ihrem unbedarften Verhalten befördert die naive Lenore allerhand Lebewesen mehr oder weniger versehentlich ins Jenseits.
Die ersten acht Ausgaben der Reihe bestanden noch aus kurzen und in sich geschlossenen Geschichten, ab Ausgabe neun folgt die Reihe einer fortlaufende Handlung.

## Hauptcharaktere
- Lenore: Eine naive, 10-jährige Untote, die in einem alten, verlassenen Herrenhaus lebt. Sie liebt Tiere, tötet diese aber oft aus Versehen. Sie stirbt hin und wieder erneut, steigt jedoch immer wieder aus dem Grabe empor.
- Ragamuffin: Eine kleine boshafte Stoffpuppe. Vor 100 Jahren war Ragamuffin ein Vampir, der Menschen verspeiste. Als er ein Mädchen fraß, wurde er von ihrer Schwester zur Strafe in eine Puppe verwandelt. Ihn ärgert dies sehr, ist er doch trotzdem unsterblich und nun in dieser Gestalt gefangen.
- Mr. Gosh: Ein Junge der in Lenore verliebt ist. Lenore kann ihn nicht leiden und bringt ihn immer wieder um. Jedoch kehrt er ständig zurück. Sie überfuhr ihn (laut seinen Angaben 164 Mal) mit dem Rasenmäher, weswegen er eine Art Socke über dem Gesicht trägt auf die Knöpfe als Augen aufgenäht sind.
- Taxidermy: Ein Mann mit dem Kopf eines einbalsamierten Hirsches. Er begründet sein merkwürdiges Aussehen mit einer Krankheit.
- Muffin Monster: Ein kleines muffinsüchtiges Etwas, das nun ebenfalls bei Lenore lebt.
- Pooty: Eigentlich ist er ein Kopfgeldjäger, der Lenore zurück in die Unterwelt holen sollte. Jedoch freundet er sich mit ihr an und lebt nun in ihrer Villa.
- Kätzchen: Lenore trägt oft kleine tote Kätzchen mit sich herum. Diese hat sie, ohne es zu bemerken, umgebracht und trägt sie weiter mit sich.

## Veröffentlichungen
Lenore wurde in Einzelheften, als Reihe sowie in Form verschiedener Sammelbände veröffentlicht.
In deutscher Übersetzung erschien ein Lenore-Band 2009 beim UBooks-Verlag; 2012 erschienen zwei Lenore-Bände bei Panini Comics.
Die 26-teilige Zeichentrickserie aus dem Jahr 2002 wurde auf der zu Sony gehörenden Website Screenblast veröffentlicht. Die 2- bis 4-minütigen Kurz-Animationen sind zeichnerisch im typischen schwarz-weißen Dirge-Stil gehalten. Als in Planung befindlich angekündigte Filme wurden bis dato noch nicht realisiert.

## Sonstiges
- In der Zeichentrickserie wird Lenore von Jessicka (Jessicka Fodera) von den Musikgruppen Jack Off Jill und Scarling gesprochen.
- Die Serie wurde für den Eisner Award nominiert.